# کاردناس (سان لوئیس پوتوسی)
کاردناس (به اسپانیایی: Cárdenas) یک منطقهٔ مسکونی در مکزیک است که در سن لوئیس پوتوسی واقع شده‌است. کاردناس ۲۰٬۰۰۰ نفر جمعیت دارد و ۹ متر بالاتر از سطح دریا واقع شده‌است.